# Izam
Izam - japoński muzyk, wokalista nieistniejącego już zespołu Shazna. Jego prawdziwe imię to Yoshikazu Hine (jap. 日根良和 Hine Yoshikazu)